# Ballada

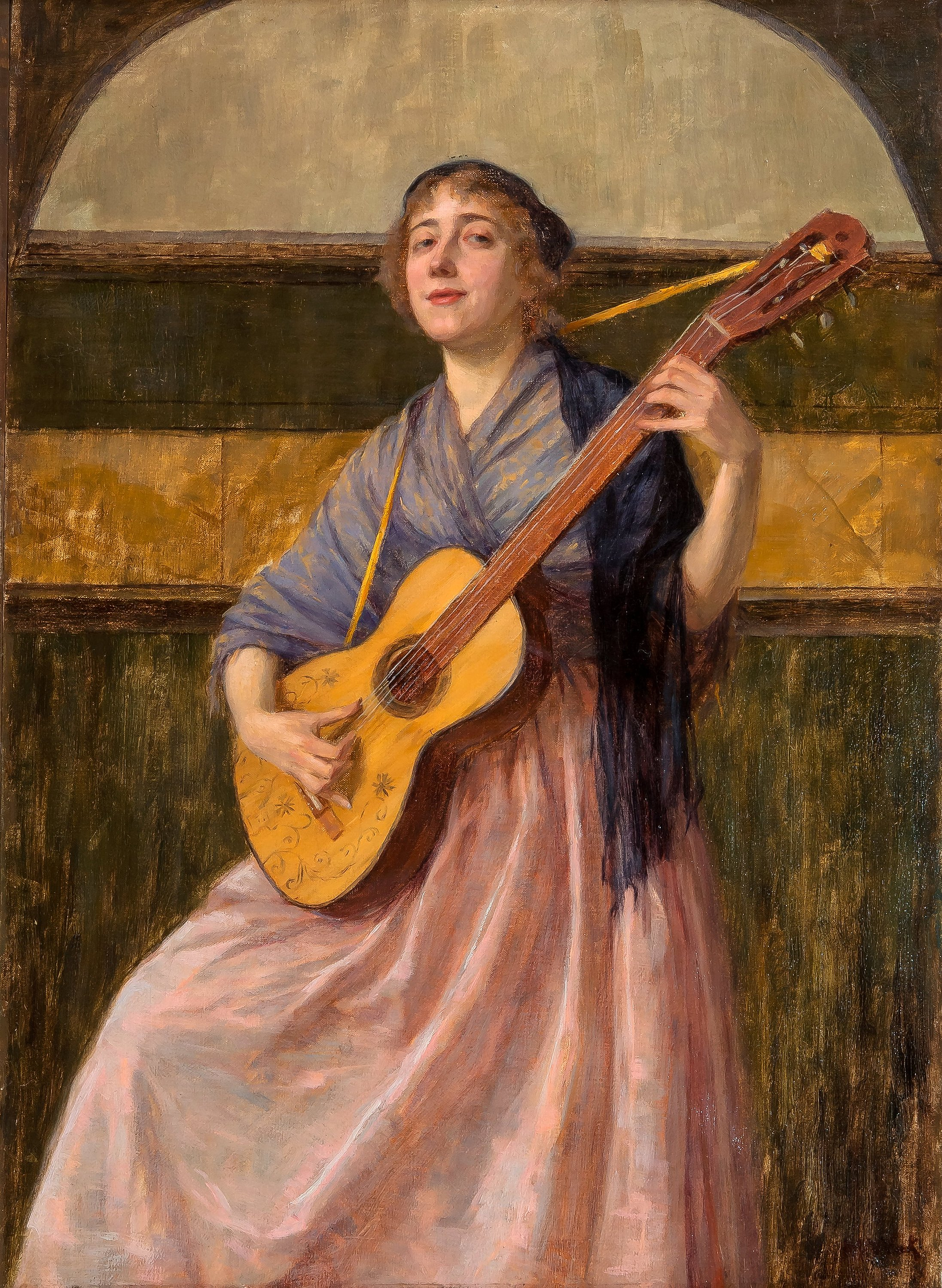
Maria Wiik, „Ballada” (1898)

Ballada – gatunek synkretyczny, łączący w sobie cechy liryki (nastrojowość, emocjonalność), epiki (fabuła, narrator) i dramatu (dialogi), którego tematem są niezwykłe wydarzenia. Jej nazwa pochodzi od włoskiego ballare (tańczyć), co wskazuje na włosko-prowansalskie początki (zobacz: balada). Romantyczna ballada nawiązuje do ludowych pieśni, które między XIII a XIV w. pojawiły się w Danii i Szkocji. Pod koniec XVIII w. odkryli je miłośnicy folkloru. Wkrótce ballada stała się ulubionym gatunkiem poetów. Jej romantyczna forma wyróżnia się śpiewnością wiersza, nastrojowością, tajemniczością niejasno zarysowanych zdarzeń z interwencją złowrogich sił nadzmysłowych. Uwydatnieniu sensacyjności sprzyja konstrukcja narratora – zdziwionego światem, który przedstawia.
Ballada była charakterystyczna dla epoki romantyzmu.
Cechy ballad romantycznych:
- ludowość (obecność ludu – mieszkańców wsi, symbolika ludowa),
- liczne dialogi w balladach poświęconych zmarłym
- obecność postaci fantastycznych (nimf, rusałek, duchów),
- przysłowia ludowe, złote myśli, które kształtują moralnie ludzi,
- przyroda jako żywy bohater,
- język stylizowany na język ludowy (elementy mowy potocznej i gwary),
- cały tekst ma charakter zwykłej, ludowej opowieści,
- autor (utożsamiony z narratorem) solidaryzuje się z ludem (mieszkańcy wsi),
- synkretyzm rodzajowy – utwór łączy w sobie elementy epiki, liryki i dramatu.

Obecność przyrody:
- jest tłem dla wszystkich wydarzeń,
- tajemnicza, groźna i niesamowita, tworzy groźny nastrój,
- jest siłą sprawczą wydarzeń,
- jest surowym trybunałem osądzającym człowieka,
- stoi na straży wierności i lojalności, honoru i cnoty itp.,
- jest związana ze światem ludzkim.

Przykładowe ballady polskie to „Pani Twardowska” i „Świtezianka” Adama Mickiewicza (ze zbioru Ballady i romanse).
Balladą jest też utwór Toman a lesní panna z cyklu Ohlas písní českých Františka Ladislava Čelakovskiego.